# Andri Ragettli
Andri Ragettli (21 augustus 1998) is een Zwitsers freestyleskiër die is gespecialiseerd in de slopestyle en de big air. Hij vertegenwoordigde zijn vaderland op de Olympische Winterspelen 2018 in Pyeongchang.

## Carrière
Ragettli maakte op 25 augustus 2013 op 15-jarige leeftijd zijn debuut in de wereldbeker tijdens de slopestyle-wedstrijd in het Nieuw-Zeelandse Cardrona. Op 4 maart 2016 behaalde Ragettli zijn eerste overwinning in een wereldbekerwedstrijd toen hij de beste was op de slopestyle in Silvaplana. Mede als gevolg van deze overwinning won Ragletti ook het eindklassement in de wereldbeker slopestyle. In het totaalklassement was Ragettli goed voor de vierde plaats. Op de wereldkampioenschappen freestyleskiën 2017 in de Spaanse Sierra Nevada eindigde de Zwitser als zesde op de slopestyle. Tijdens de Olympische Winterspelen van 2018 in Pyeongchang eindigde hij als zevende op de slopestyle. In het seizoen 2017/2018 won Ragettli opnieuw de wereldbeker slopestyle.
In het seizoen 2018/2019 won hij de wereldbeker big air.

## Resultaten

### Olympische Winterspelen
| Jaar | Plaats      | Resultaten    |
| ---- | ----------- | ------------- |
| 2018 | Pyeongchang | 7e Slopestyle |

### Wereldkampioenschappen
| Jaar | Plaats        | Resultaten    |
| ---- | ------------- | ------------- |
| 2017 | Sierra Nevada | 6e Slopestyle |

### Wereldbeker
Eindklasseringen
| Seizoen   | Algm  | BA   | SS     |
| --------- | ----- | ---- | ------ |
| 2013/2014 | 74e   | –    | 14e    |
| 2014/2015 | 58e   | –    | Brons  |
| 2015/2016 | 4e    | –    | Goud   |
| 2016/2017 | 28e   | 10e  | Zilver |
| 2017/2018 | Brons | 10e  | Goud   |
| 2018/2019 | 15e   | Goud | Brons  |
| 2019/2020 | 10e   | 6e   | Goud   |

Wereldbekerzeges
| Datum            | Plaats     | Onderdeel  |
| ---------------- | ---------- | ---------- |
| 4 maart 2016     | Silvaplana | Slopestyle |
| 12 februari 2017 | Quebec     | Slopestyle |
| 13 januari 2018  | Snowmass   | Slopestyle |
| 7 september 2018 | Cardrona   | Big air    |
| 30 maart 2019    | Silvaplana | Slopestyle |
| 31 januari 2020  | Mammoth    | Slopestyle |
| 15 februari 2020 | Calgary    | Slopestyle |
| 21 november 2020 | Stubai     | Slopestyle |